# Huitzuco de los Figueroa
Huitzuco de los Figueroa è un comune del Messico, situato nello stato di Guerrero.